# Vissi d’arte
«Vissi d’arte», ария Фло́рии То́ски — ария для сопрано из II-го действия оперы Джакомо Пуччини «То́ска» (премьера — 14 января 1900, Рим).
Ария выделяется драматизмом текста, что, вместе с довольно сложными вокальными задачами, позволяет исполнительницам передавать тончайшие оттенки душевного потрясения, отчаяния, вибраций мучительного колебания перед необходимой жертвой. Поэтому арию довольно часто исполняют отдельно, в составе концертных программ — как исполнительницы только начинающие приобретать известность, так и оперные певицы с мировой славой.
Ария начинается словами «Я жила для искусства, я жила для любви…» — Согласно либретто, главная героиня является «известной певицей», и в свои лучшие минуты исполнительницы невольно идентифицируют себя с героиней и исполняют арию с непередаваемой энергетикой, доводя публику до слёз.
Некоторые критики полагают, что исполнение «Vissi d’arte» хорошо демонстрирует таланты певицы, её сценическую «форму» и ближайшие перспективы.

## Контекст
Знаменитая певица Флория То́ска влюблена в художника Марио Каварадосси. Случайно Флория узнаёт, что в доме художника скрывается от жандармов лидер республиканцев, друг Марио, Чезаре Анджелотти, сбежавший из тюрьмы. Косвенные улики позволяют шефу полиции, Скарпиа, заподозрить художника в укрывательстве. Марио арестовывают. Когда Флория приходит в полицию, чтобы помочь Марио, Скарпиа устраивает так, чтобы она слышала, как Марио пытают.
Не выдержав, Флория выдаёт место, в котором укрывается республиканец. Вместо какого-то облегчения шеф полиции приговаривает Марио к смерти, назначив казнь на следующее утро. И тут же предлагает Флории спасти своего возлюбленного ценой женской чести. В следующий момент и звучит «ария То́ски».

## Текст
| Итальянский оригинал: Vissi d’arte | Дословный перевод: Живя искусством | Поэтический перевод: Я лишь пела |
| --- | --- | --- |
| Vissi d’arte, vissi d’amore, non feci mai male ad anima viva! Con man furtiva quante miserie conobbi aiutai. Sempre con fè sincera la mia preghiera ai santi tabernacoli salì. Sempre con fè sincera diedi fiori agli altar. Nell’ora del dolore perché, perché, Signore, perché me ne rimuneri così? Diedi gioielli della Madonna al manto, e diedi il canto agli astri, al ciel, che ne ridean più belli. Nell’ora del dolore, perché, perché, Signore, ah, perché me ne rimuneri così? | Живя искусством, живя любовью, я не причинила вреда ни одной живой душе! Прячась, будто воришка, помогала в несчастьях, о которых узнавала. Всегда с искренней верой возносила молитвы к святыням. Всегда с искренней верой украшала алтарь цветами. В час боли Почему, почему, Господи, Почему Ты вознаграждаешь меня так? Я жертвовала драгоценные камни для мантии Мадонны, я жертвовала свои песни звёздам и небу, которые улыбались большей красотой. В час боли Почему, почему, Господи, Почему Ты вознаграждаешь меня так? | Я лишь пела, нежно любила, зла я никому не делала в жизни... Скольким несчастным я помогала украдкою в горе... С верой в величье божье я у подножья святынь склонялась с жаркою мольбой, я возлагала розы каждый день на алтарь... И в скорбный час мой, Боже, скажи, скажи, за что же, за что же отвергаешь ты меня? К небу всегда я сердцем стремилась смело и песни пела, красу земли и неба прославляя... За что же в этот час, мой бог, отверг ты нас... Ах, ты покинул, отверг меня... За что?.. |